# Buxus vahlii
Buxus vahlii är en buxbomsväxtart som beskrevs av Henri Ernest Baillon. Buxus vahlii ingår i släktet buxbomar, och familjen buxbomsväxter. IUCN kategoriserar arten globalt som akut hotad. Inga underarter finns listade i Catalogue of Life.

## Bildgalleri

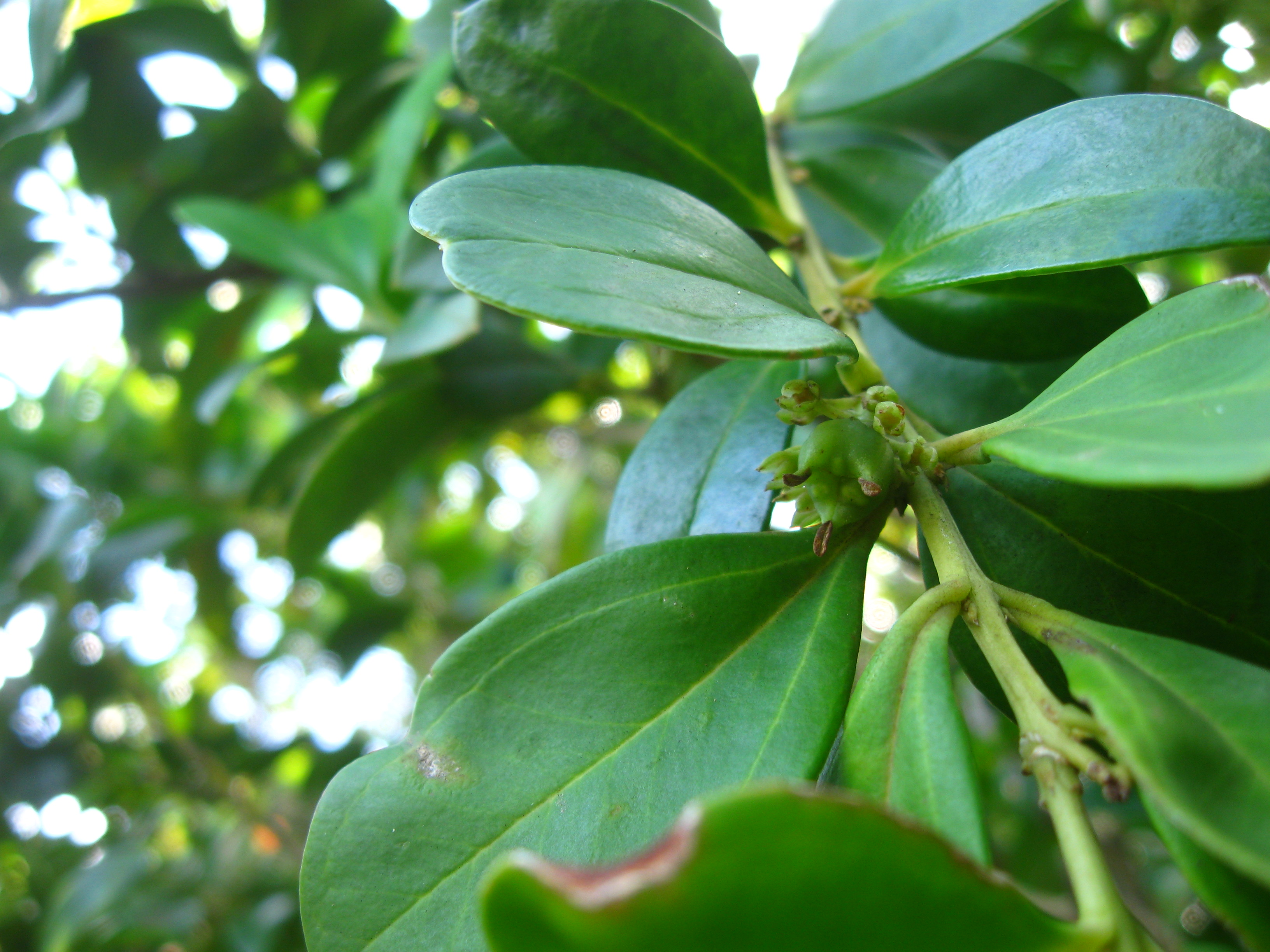
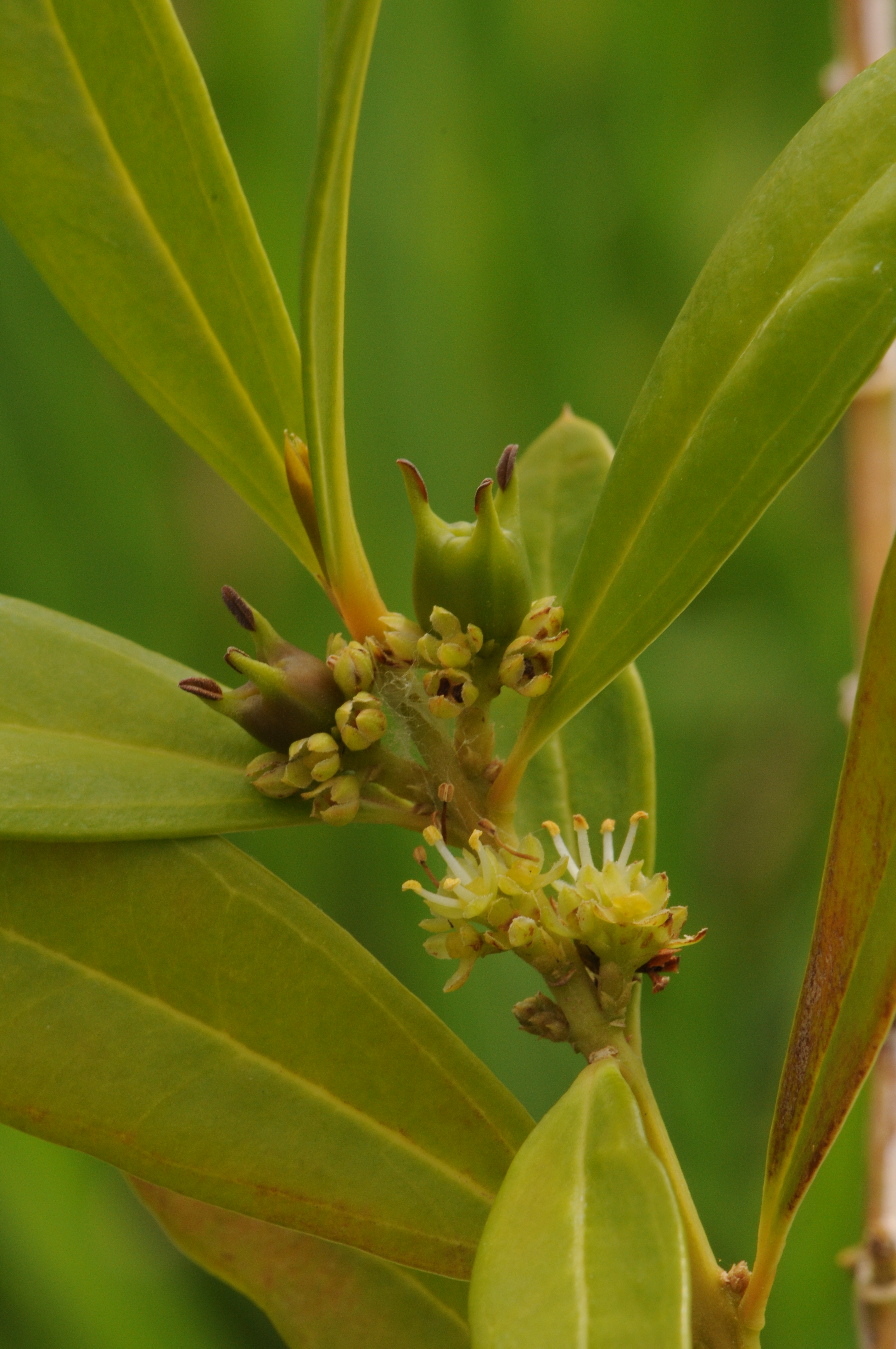